# Rave Un2 the Year 2000
Rave Un2 The Year 2000 is de naam van de concertregistratie van Prince's millenniumwisselingsconcert "Rave Un2 The Year 2000". Er worden nummers gespeeld van het album Rave Un2 the Joy Fantastic, maar ook nummers uit Prince's kluis, wereldhits van Prince en een aantal nummers van The Time. Het concert is opgenomen in het Paisley Park studiocomplex. 
De speciale gasten van het concert zijn Lenny Kravitz, Rosie Gaines, Morris Day, Maceo Parker en The Time.

## Het concert (op dvd)
1. Let 's Go Crazy
2. She's Always In My Hair
3. U've Got The Look
4. Kiss
5. Jungle Love (met Morris Day en The Time)
6. The Bird (met Morris Day en The Time)
7. American Woman (met Lenny Kravitz)
8. Fly Away (met Lenny Kravitz)
9. Gett Off
10. Medley (met Rosie Gaines, Mike Scott en Maceo Parker)
11. It's Alright
12. Everyday People (met Cynthia Robinson en Gerry Martini)
13. Higher
14. Purple Rain
15. The Christ
16. Blues Medley (met Maceo Parker en Johnny Blackshire)
17. Nothing Compares 2 U
18. Take Me With U/ Raspberry Beret
19. Greatest Romance
20. Baby Knows
21. 1999 intro
22. Baby I'm A Star
23. 1999